# 愛海 (プロレスラー)
愛海（まなみ、2004年8月10日 - ）は、日本の女子プロレスラー。

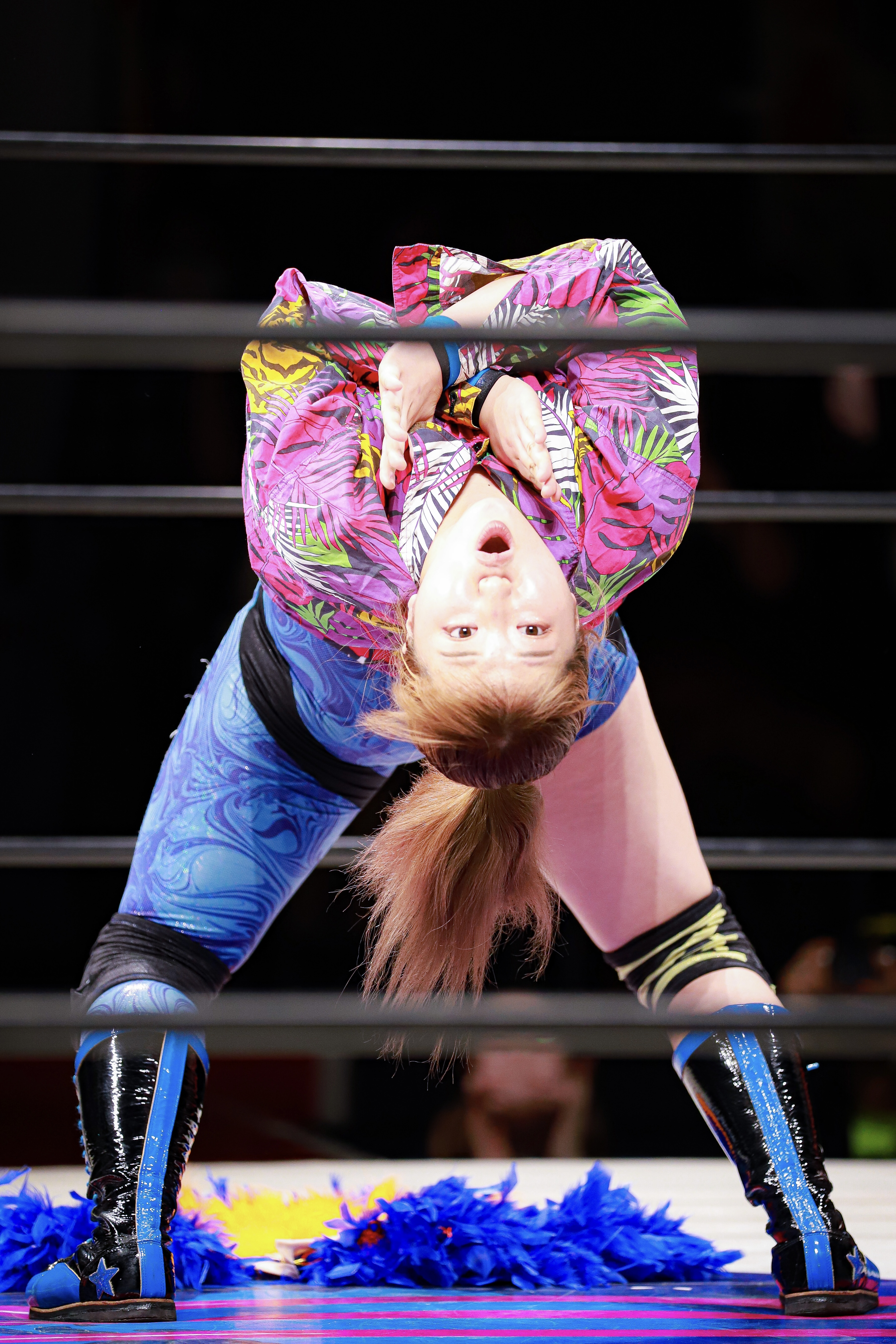
2023.04.16 仙女新木場1stRING大会 愛海選手

## 所属
- センダイガールズプロレスリング（2017年  - ）

## 来歴
小学4年で大阪から宮城に引っ越すと、レスリング道場「レッドブルクラブ」に入門。並行して地元のプロレス団体であるセンダイガールズに入門。
2017年4月6日、後楽園ホール大会でのプレデビュー戦でルアカと対戦したが引き分け。12歳8ヶ月でのプレデビュー戦は新聞で報道され話題になった。
4月9日、宮城野区文化センター大会で白姫美叶と対戦し引き分け。団体の方針により中学卒業後に正式デビューさせる予定であったが、努力が認められて7月15日、新潟市体育館大会でのジャガー横田を相手に正式なデビュー戦を行った。地元での初試合は21日、宮城野区文化センター大会でのアーサ米夏戦。
2019年6月8日、 新潟市体育館大会においてMarvelousの神童ミコトが保持するセンダイガールズワールドジュニアチャンピオンに挑戦し勝利。第5代王者に輝くとともにキャリアとして初の王座戴冠となった。
2020年3月8日　新宿FACE大会〜あの日を忘れない〜 
第3試合にアジャコングとシングルマッチにて大敗はしたものの中学生活を終えプロレスの道を選んだ決心を感じる一戦であった。
2021年9月20日、宮城野区文化センターにて岩田美香とのコンビでMarvelousの桃野美桜が門倉凛が保持するセンダイガールズワールドタッグチームチャンピオンシップに挑戦し勝利。第12代王者となり、他団体に流出していた同王座の奪還に成功した。
2022年4月15日『後楽園ホール60周年還暦祭』に6人タッグマッチで出場。
2024年、スターダムのSTARDOM 5★STAR GPにエントリー。

## 人物
- プロレスに興味を持ち始めたのは、大阪プロレスを見た時から。
- 憧れの選手は、バラモン兄弟。

## 得意技
ドロップキック
羽根折り首固め
フライング・クロス・チョップ

## タイトル歴
- 第5代センダイガールズワールドジュニアチャンピオン
- 第12代、第18代センダイガールズワールドタッグチームチャンピオンシップ（パートナーは第12代は岩田美香、第18代は水波綾）

## 入場曲
- 情熱のうた（カラーボトル）
- CAN'T UNDO THIS！
- Twilight Zone（2unlimited） - 現在使用中（但し、生配信サイトによっては著作権の都合により無音となる）。